# Олеско
Оле́ско (также Оле́сно; укр. Олесько) — посёлок в Бусской городской общине Золочевского района Львовской области Украины. Находится в 23 км от Буска. Через посёлок проходит автострада Киев — Львов.

## История
В исторической литературе Олеско впервые встречается в 1327 году как оборонный центр с замком. Первые же поселения, которые относятся к высоцкой и черняховской культурам, датируются ІІ—І тыс. до н. э. Высокий холм среди болот, возможно в 13 веке был форпостом древнего Плеснеска. История города напрямую связана с историей его замка.
Олеско находилось на границе между Галицией и Волынью. Такое местоположение ещё в княжеские времена определило дальнейшую судьбу этого городка. В борьбе между иностранными захватчиками — Литвой, Польшей и Венгрией — Олесский замок имел стратегическое значение, как ключ к Волыни и Галиции.
Согласно «Истории городов и сёл УССР» Олеско, который находился на границе Волынских и Львовских земель, переходит во второй половине 14 века из рук в руки. В 1366 году город оказался во владениях Александра Кориатовича, васалла Польской короны. В 1370—1377 годах уже под властью литовского князя Любарта Олеско было присоединено к Волыни. В 1377 году польский король Людовик снова присоединил Олеско к Польше, но уже в 1382 году оно опять оказалось под властью Любарта.
Первое письменное воспоминие о Олесском замке встречается в 1390 году (булла папы Бонифация IX, который дарил замок в Олесску и Тустане Галицкому католическому епископу. Далее не встречается никаких упоминаний про этот историко-архитектурный памятник вплоть до 1431 года, когда Олеско стал опорным пунктом борьбы за воссоединение с Волынью. В письме к великому магистру крестоносцев в июле 1431 король Ягайло сообщает о восстании Свидригайла, «который с помощью своих сообщников занял замок в Збараже, Кремьянце и Олесску».
В 1441 году король Владислав Варненчик отдал «замок Олесский с городом и всей округой» Янове из Сиены за заслуги в обороне русских земель от татар. После его смерти замок и город получил сын Петро, после него получили в наследство по половине две его дочери, а с их мужьями замок перешёл к семьям Каменецких и Гербуртов. К Олеско принадлежала тогда целая округа — вплоть до границ с Волынью.
В 1546 году была проведена граница между Великим княжеством Литовским и Польской короной. Из этого документа узнаём, что «хозяину замка Олесского» принадлежала территория современного Золочевского района, часть Лопатинщины, Олеско и сёла до Ожидова включительно.

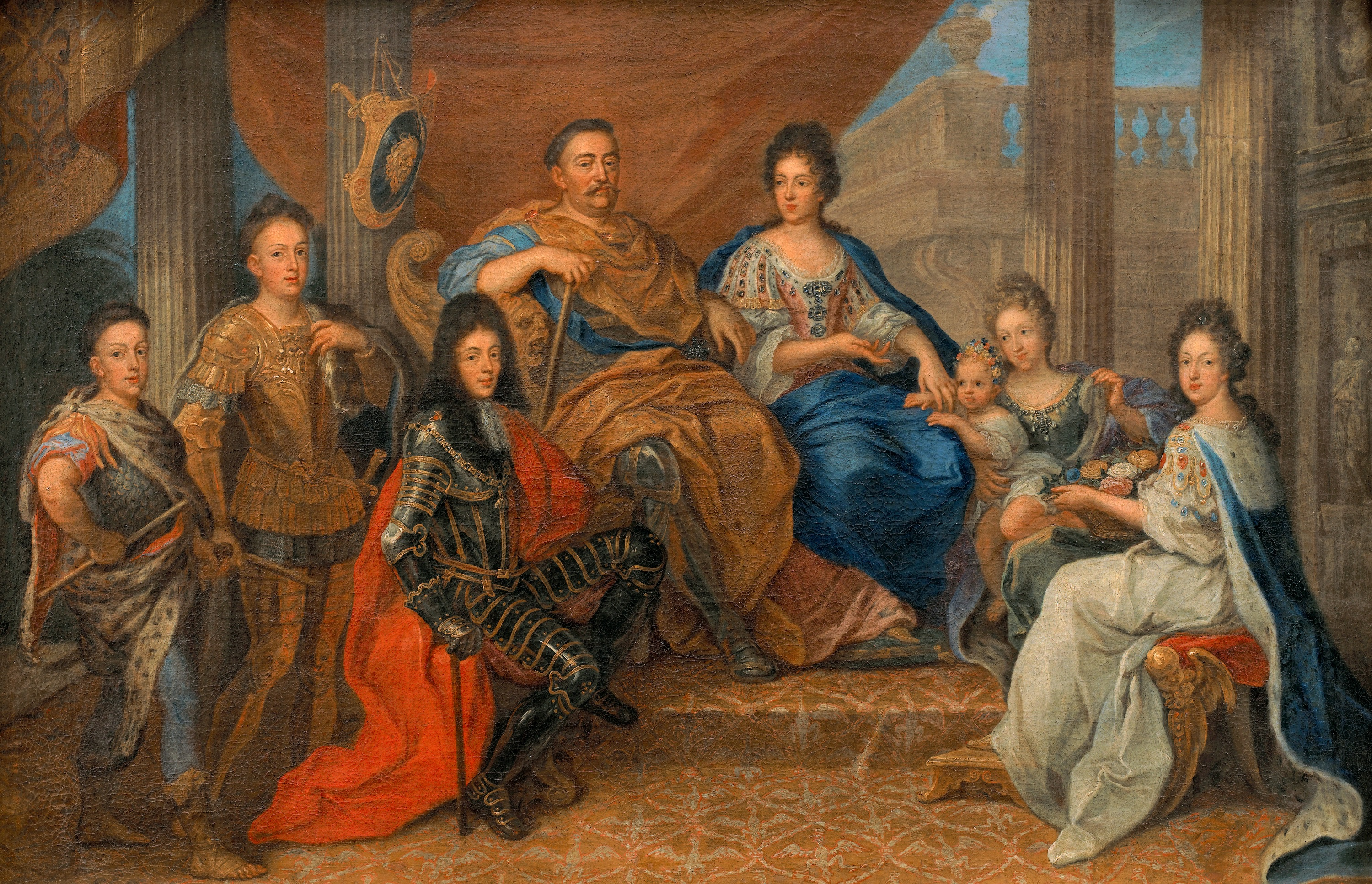
Ян III Собеский с семьей

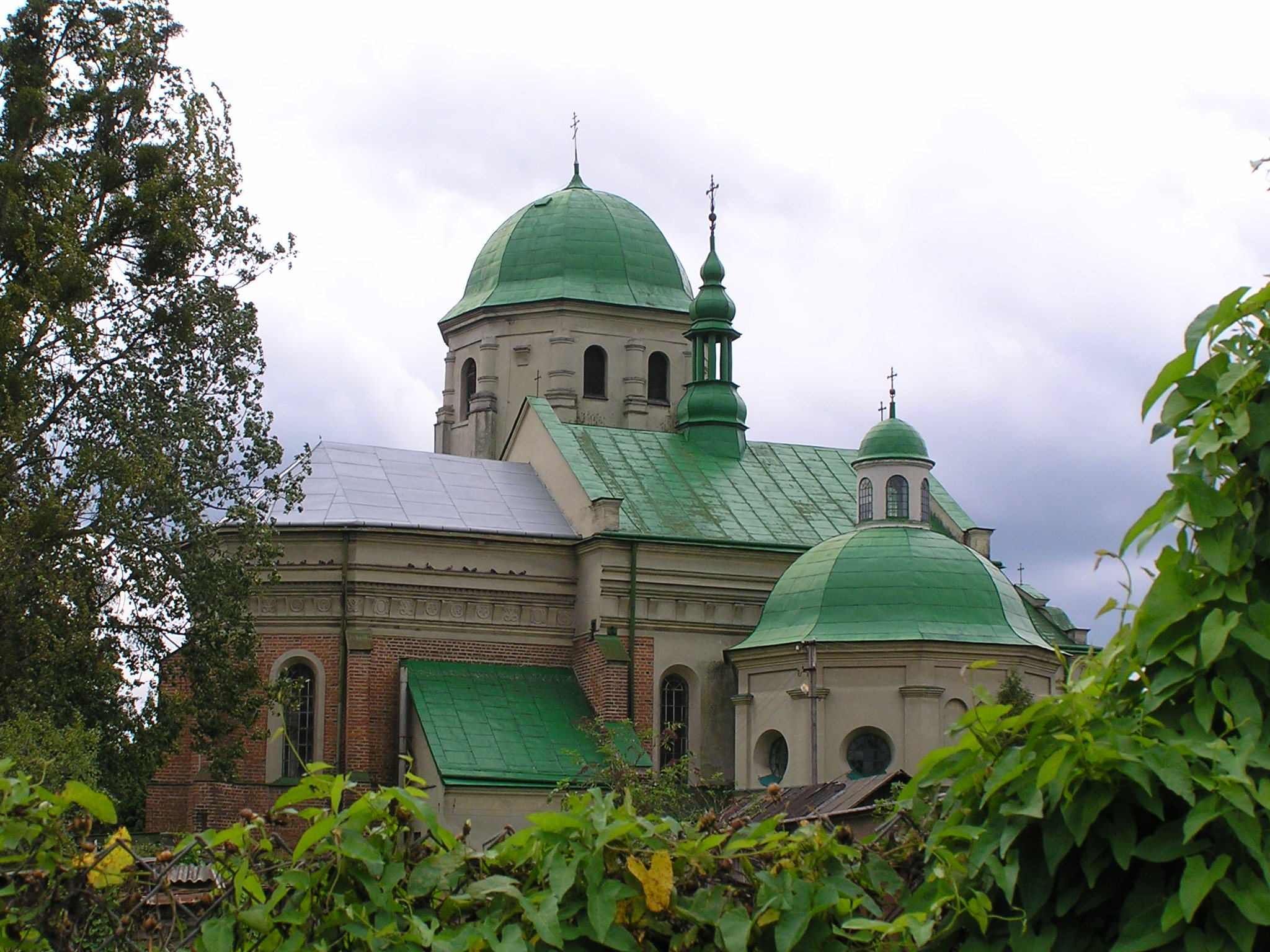
Костел Святой Троицы

В 1605 году замок вместе с городом и частью сёл перешёл в руки русского магната Ивана Даниловича. В 1629 году в Олесском замке родился будущий король Польши Ян III Собеский. Существует информация о том, что у Даниловича в Олеско бывал отец Богдана Хмельницкого — Михаил.
В середине XVII века замок был частично разрушен и только в 1680-х годах был отстроен, а после покупки Собесскими был превращен в королевскую резиденцию. В 1707—1712 годах в Олесском замке пребывают русские войска Петра I во время войны против шведов.
С 1716 года замок принадлежит сыну короля — Якубу. В 1719 году он продаёт его Станиславу Жевусскому. А уже его сын, волынский воевода Северин Жевусский превращает его в роскошную резиденцию. Северин Жевусский основывает также в Олеско монастырь капуцинов. После его смерти хозяином Олеско становится его брат Северин, который в 1755 перевёз большинство семейных ценностей в замок в Подгорцах. В 1785—1788 годах монастырь капуцинов использовался австрийской властью в качестве военного госпиталя.
В 1796 году Олеско покупают магнаты Зелинские, а чуть позже — Латинские. Начинается «чёрная полоса» в истории замка. 1806 год — пожар, 1836 — опять пожар, 1838 — землетрясение. Стены замка потрескались, левое крыло было полностью разрушено. Был повреждён и монастырь. К разрушению замка причастны и сами его хозяева. Случайно, в одной из комнат замка был найден клад. В надежде найти сокровища замок разобрали чуть ли не по камешку.
В 1882 году, когда замок был куплен Австро-Венгрией, он был сплошной руиной.
Ещё в 20-х годах XVIII века в Олеско действовала украинская парафиальная школа. В 1772 году Галиция переходит под власть Австрии, тем не менее повышению экономического уровня городка это не способствовало. В 90-х годах XIX века экономическая жизнь городка улучшается. Ещё в 1882 году основан первый в Олеско кредитный банк. В замке расположилась школа. В 1898 году в Олеско организовано первое в Восточной Галичине общество «Сельской хозяин».
Городок сильно пострадал в результате Первой мировой войны. С 1919 года Олеско под Польшей. Польская власть отреставрировала замок и к 1939 он использовался в качестве сельскохозяйственной женской школы. А в 1939 году в замке удерживались польские военнопленные.
Сентябрь 1939 принёс московских большевиков, которых 1 июля 1941 года заменили немецкие оккупанты. Немцы вывезли большую часть мужского населения на работы в Германию. Во время Второй мировой войны на территории замка находились военные склады, а на территории монастыря — концлагерь и гетто. В июле 1944 в Олеско проходили бои между Красной армией и немецкими войсками, включая украинскую дивизию СС «Галичина», попавшую здесь в «Бродовский котёл».
После войны на территории замка были склады, мастерские, сельскохозяйственное училище. Только с конца XX века эти сооружение были переданы в фонды местного музея. В 1951 после удара молнии пожар превратил замок в сплошную руину.
Железнодорожный перегон Ожидов — Олеско — это место аварии поезда с фосфором 16 июля 2007 года.

## Монастырь капуцинов

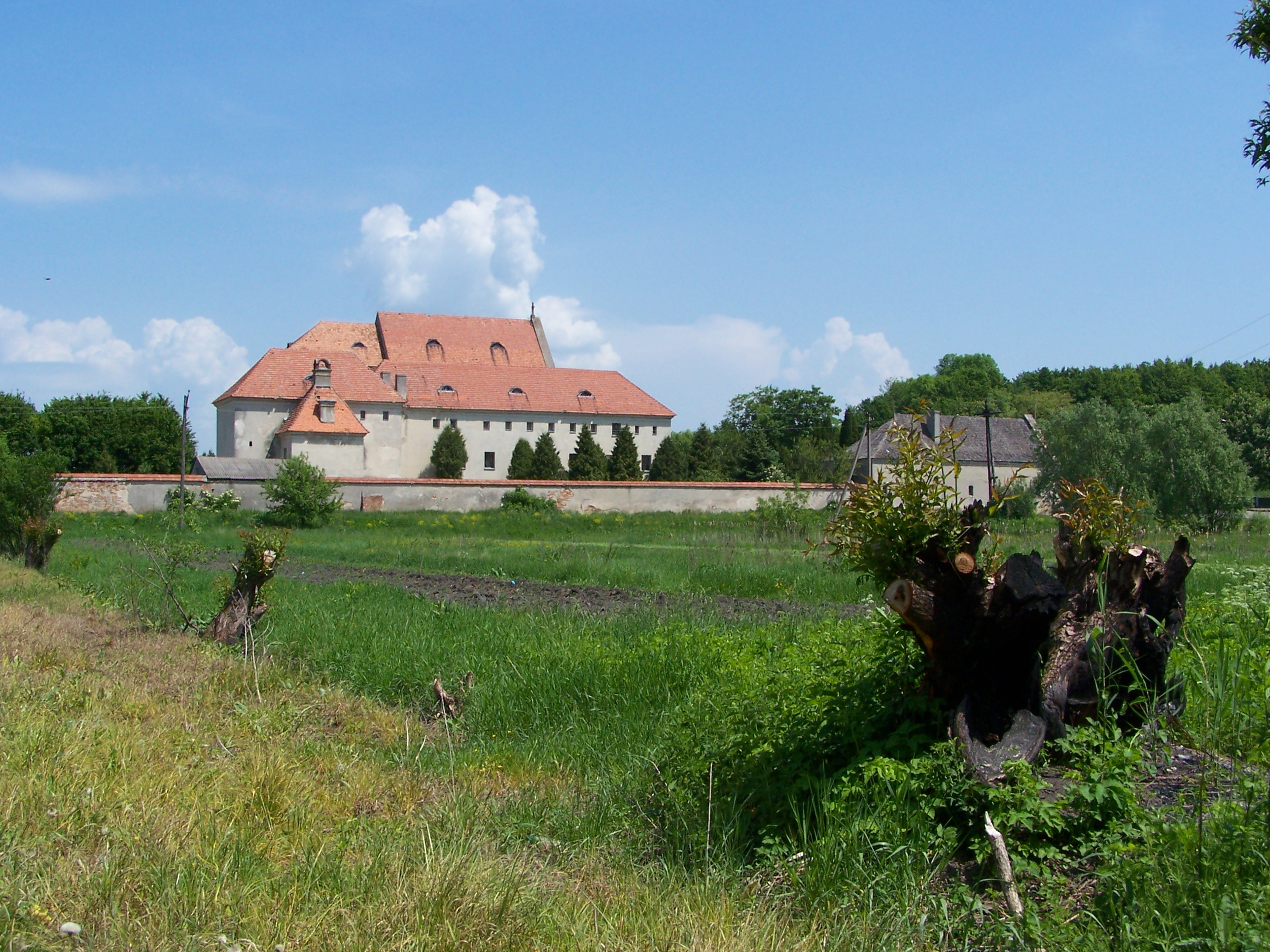
Монастырь капуцинов

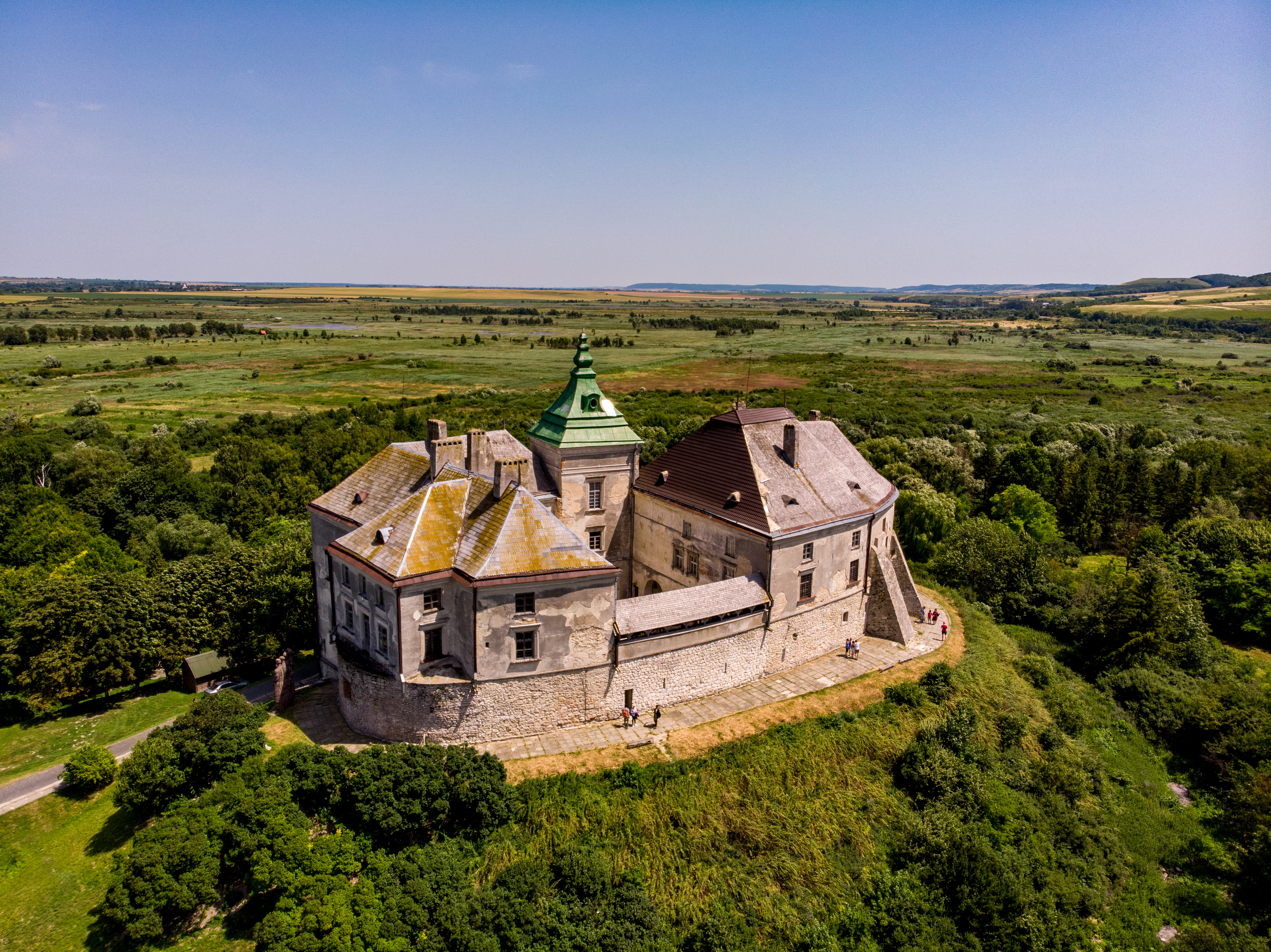
Олесский замок

Монастырь капуцинов в Олеско занимает особенное место среди католических монастырей Украины. Построен в стиле барокко архитектором Мартином Добравским. Пришли новые времена и принесли новые вкусы. Даже монахи хотели красивых помещений.
Суровый фасад костёла под треугольным фронтоном напоминает, что это не дворец, а всё-таки монастырь. Большой размер делает костёл главным сооружением застройки. С юга к костёлу присоединён четырёхугольный корпус келий с внутренним двором.
Монастырь закрыли, а монахов разогнали. Спас монастырь Б. Г. Возницкий, который разместил в опустошённом монастыре капуцинов фонды Львовской галереи искусств.

## Известные уроженцы
- Залеский, Вацлав (1799—1849) — польский этнограф.
- Лисиевский, Георг (1674—1750) — польский художник-портретист, живший и творивший в королевской Пруссии.
- Ян III Собеский (1629—1696) — польский полководец, польный гетман коронный с 1666 года, великий гетман коронный с 1668 года, король польский и великий князь литовский с 1674 года.